# 山本勝美
山本 勝美（やまもと かつみ、男性、1938年11月3日 - ）は、日本の育児・心理アドバイザー。
福井県坂井郡丸岡町（現坂井市）生まれ。東京都立九段高等学校卒、1962年東京都立大学心理学科卒、同大学院博士課程満期退学。フルブライト留学生としてアメリカで二年間、臨床心理の現場を学び、帰国後、各地の保健所で福祉、子育てなどのカウンセラーを40年務める。東京都保健所心理相談員協議会会長。NPO市民福祉サポートセンター運営委員。季刊「福祉労働」編集委員。社会福祉法人ドリームヴイの短期入所施設や体験ホームの支援員。

## 著書
- 『国勢調査を調査する』岩波ブックレット 1995
- 『共生へ 障害をもつ仲間との30年』岩波書店 1999
- 『3歳児は困ったちゃん? 育児カウンセラーのアドバイス21』筑摩書房 2005
- 『自宅で親を看取る知恵 息子による介護実践の記録』朝日新聞出版 2010

### 共著
- 『産む/産まないを悩むとき 母体保護法時代のいのち・からだ』丸本百合子共著　岩波ブックレット　1997

## 論文
- <山本勝美